# 잭 프로스트

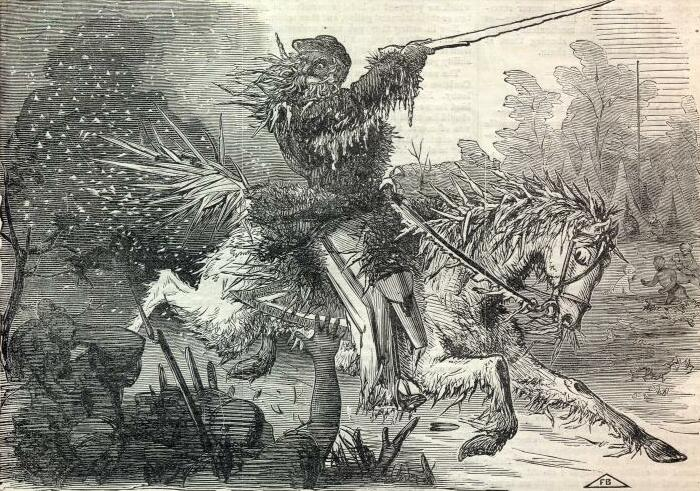

잭 프로스트(Jack Frost)는 영국의 민간 전승에 등장하는 추위를 구현하는 서리의 요정이다. 눈과 얼음으로 만든 요정으로, 모습은 꼬마이거나 백발의 청년이라고 하는 등 여러 가지 설이있다. 기본적으로 장난을 좋아하며, 쿨하고 아이 같은 성격으로, 고드름이 늘어진 새하얀 의상을 입고 있다.

## 같이 보기
- 홀레 아주머니
- 설녀
- 데드 모로스